# Висмор
Висмор (њем. Wiesmoor) град је у њемачкој савезној држави Доња Саксонија. Једно је од 24 општинска средишта округа Аурих. Према процјени из 2010. у граду је живјело 13.261 становника. Посједује регионалну шифру (AGS) 3452025, NUTS (DE947) и LOCODE (DE AUR) код.

## Географски и демографски подаци
Висмор се налази у савезној држави Доња Саксонија у округу Аурих. Град се налази на надморској висини од 11 метара. Површина општине износи 83,0 km². У самом граду је, према процјени из 2010. године, живјело 13.261 становника. Просјечна густина становништва износи 160 становника/km².